# نشرة حقائق

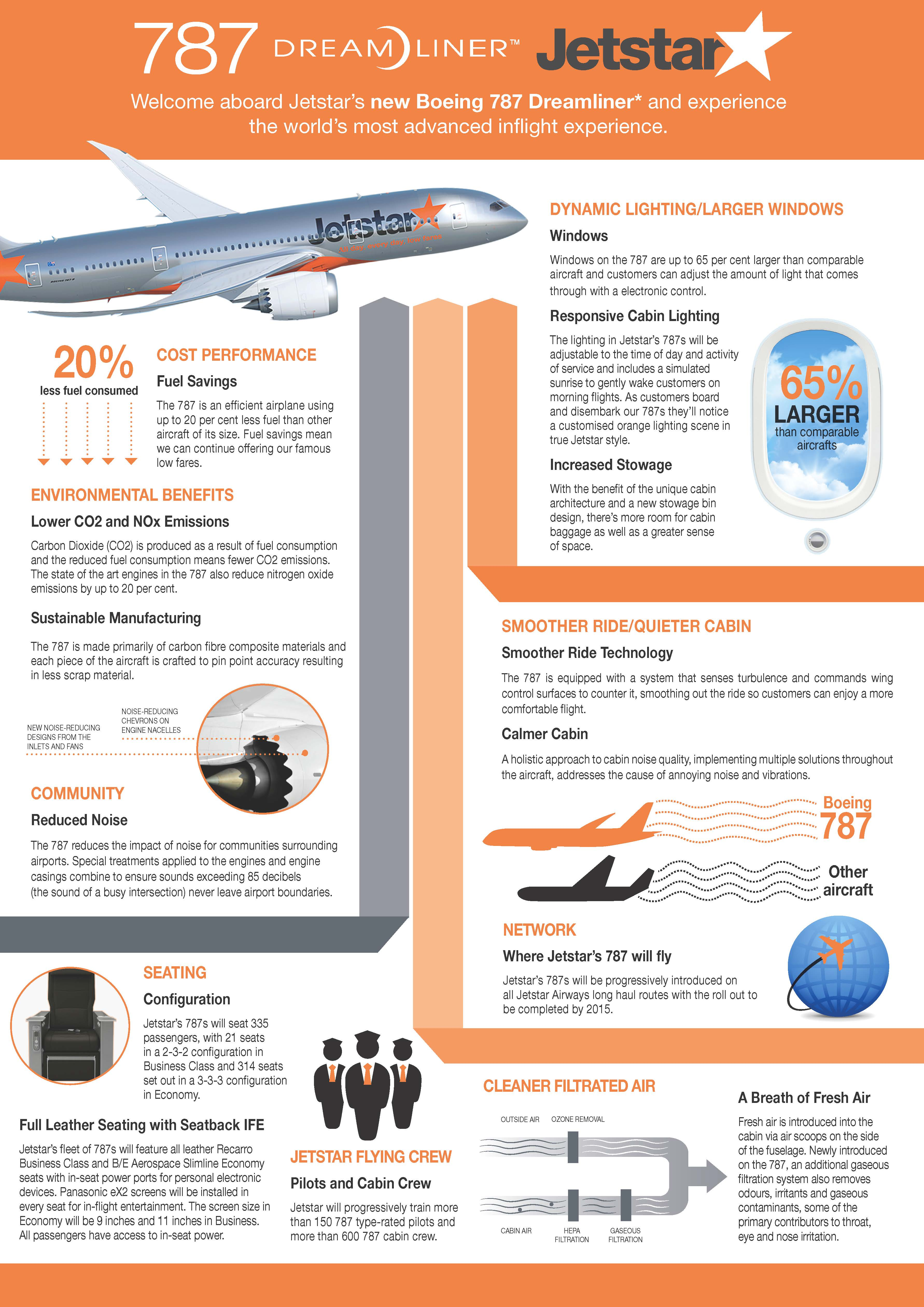
نشرة حقائق عن بوينغ 787 في خطوط جيت ستار الجوية

نشرة المعلومات أو نشرة الحقائق (بالإنجليزية: Fact sheet)‏ هي وثيقة تحتوي على معلومات أساسية حول منتج، أو مادة، أو خدمة أو أي موضوع آخر بصفحة واحدة. وغالباً ما تستخدم نشرة الحقائق لتزويد المستخدم النهائي، المستهلك أو أي عضو من الجمهور بمعلومات مختصرة وبلغة بسيطة. وتحتوي عموما على نقاط سلامة رئيسية، وتعليمات التشغيل أو المعلومات الأساسية حول الموضوع حسب الغرض من نشرة المعلومات.

## محتويات نموذجية
تستخدم نشرة الحقائق بشكل متكرر عناصر مثل القوائم والجداول والرسوم البيانية لنقل المعنى بسرعة وفعالية. تعتمد لغة ومحتوى الورق على جمهورها المستهدف؛ قد تستخدم نشرة الحقائق التي تستهدف المهندسين المحترفين لغة تقنية أكثر من تلك التي تستهدف المستخدم النهائي.

## نظرة تاريخية
جرت العادة على طباعة نشرات الحقائق وتوزيعها، وغالبًا ما تُضمّن في عبوات المنتج. توفر العديد من الشركات المصنعة الآن نشرات حقائق رقمية بالإضافة إلى المستندات الورقية والحبر أو بدلاً منها.

## أمثلة
- تقدم منظمة الصحة العالمية نشرات حقائق حول مجموعة واسعة من القضايا الصحية.[4]
- تقدم الإدارة الوطنية للملاحة الجوية والفضاء الأمريكية نشرات حقائق تتعلق بالكواكب.[5]
- تقدم منظمة حماية الحياة البرية الأمريكية مدافعون عن الحياة البرية [الإنجليزية] نشرات وقائع عن الحيوانات.[6]
- كتاب حقائق العالم، وهو مجموعة من وكالة المخابرات المركزية الأمريكية من نشرات الحقائق المجدولة في مختلف البلدان.[7]
- نشرت جمهورية ألمانيا الاتحادية نشرة حقائق عن نظام التدريب المهني المزدوج الفريد.[8]

## مقالات ذات صلة
- نشرة واحدة [الإنجليزية]
- ملخص تنفيذي
- صندوق معلومات
- مخطط معلومات بياني
- بيان صحفي
- العلاقات العامة